# Massif de la Clape
Massif de la Clape – niewielki masyw wapienny położony w południowej Francji, w departamencie Aude, w regionie Oksytania. Położony jest na terenie gmin Narbona, Armissan, Vinassan, Fleury oraz Gruissan. Od południowo-wschodniej strony ograniczony jest przez Morze Śródziemne. Najwyższym jego punktem jest Pech Redon, który wznosi się na wysokość 214 m n.p.m. Masyw zajmuje powierzchnię 15 tys. ha, jego długość wynosi około 15 km, a szerokość 8 km. 

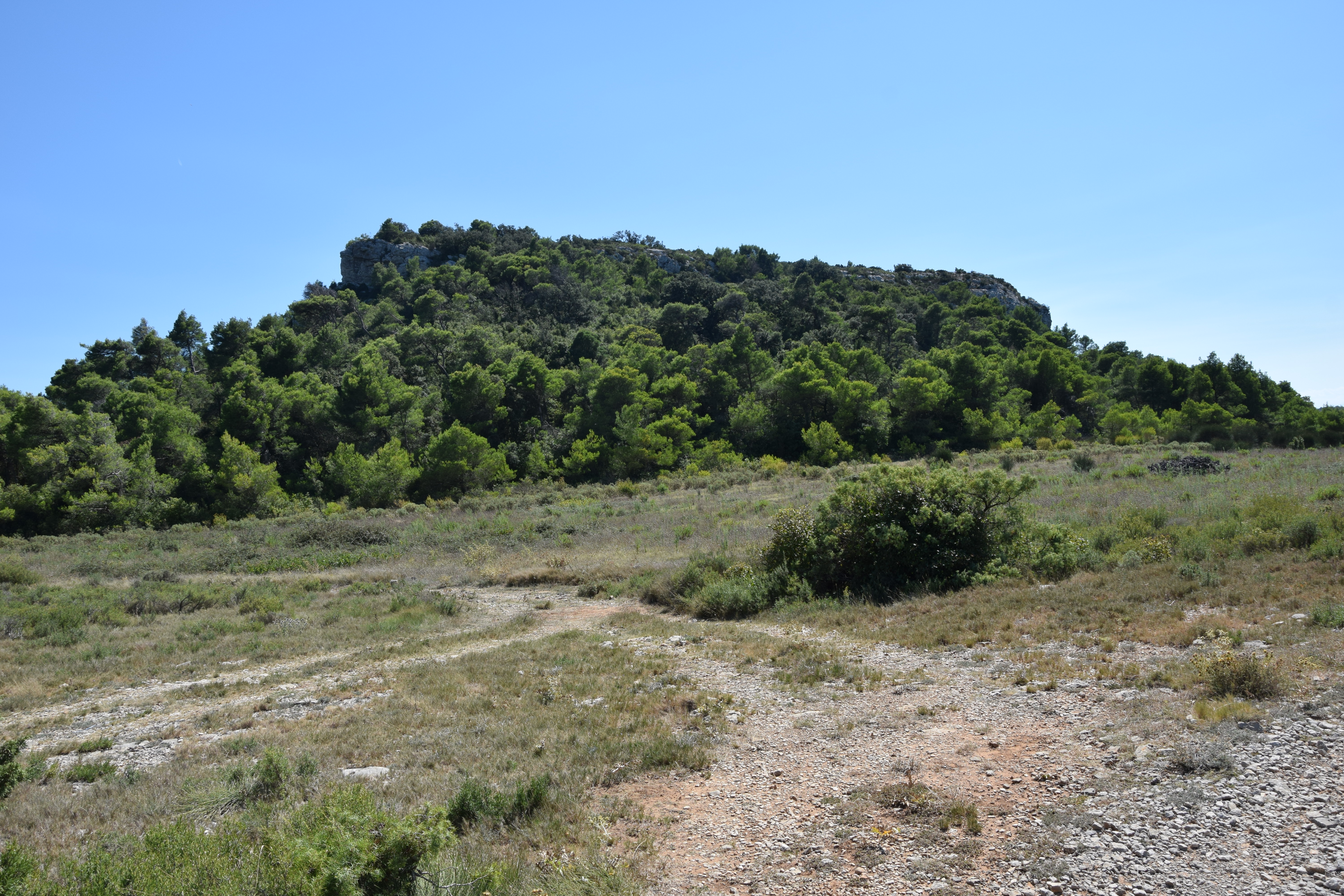
Pech Redon – najwyższe wzniesienie masywu

Część masywu położona jest na terenie Parku Regionalnego Narbonnaise en Méditerranée. W północno-wschodniej części masywu znajduje się cenote Gouffre de l'Œil Doux. 
Masyw zbudowany jest głównie ze skał wapiennych pochodzących z przełomu wczesnej i późnej kredy, szczególnie prezentowanych przez charakterystyczny urgon. Massif de la Clape był niegdyś wyspą, lecz od około XIV wieku połączony jest z lądem w wyniku akumulacji mułu niesionego przez rzekę Aude. 
Jego typowy krajobraz składa się ze skalistych płaskowyżów przedzielonych wąskimi wąwozami, gdzie dominują niskie zarośla. Wśród roślinności dominuje sosna alepska (Pinus halepensis). Gaje sosnowe zawierają domieszkę dębu ostrolistnego (Quercus ilex) oraz dębu omszonego (Quercus pubescens). Centaurea corymbosa jest gatunkiem endemicznym dla tego masywu. Podczas upalnych lat w przeszłości często dochodziło tutaj do pożarów. Południowy kraniec Massif de la Clape uważa się za należący do półpustynnego bioklimatu śródziemnomorskiego – jest to bardzo rzadki przypadek we Francji. Wiele gatunków ciepłolubnych znajduje tu schronienie, między innymi Atractylis humilis, Viola arborescens czy Convolvulus lanuginosus. 
Główną działalnością rolniczą w masywie jest uprawa winorośli. Wschodnia i środkowa jego część jest częścią AOC Coteaux du Languedoc, natomiast jego niewielka południowo-zachodnia część, na terenie gminy Gruissan, jest częścią AOC Corbières.